# El Español (Madrid)
El Español va ser un diari aparegut a Madrid en 1835, fundat per Andrés Borrego. Va comptar amb col·laboracions d'Álvaro Flórez Estrada, Francisco Navarro Villoslada, José Zorrilla, José de Espronceda, Antonio de los Ríos Rosas, Donoso Cortés, Pérez Hernández, Joaquín Francisco Pacheco, Ignacio José Escobar, José García de Villalta, Luis González Bravo i Mariano José de Larra, que el considerava «el millor, indubtablement, d'Europa». Va deixar de publicar-se el 1837 —el seu successor va venir a ser El Correo Nacional— i va reaparèixer entre 1845 i 1848. En aquest segona època van col·laborar autors com Pedro Nolasco Aurioles, Ramón de Campoamor, Eduardo González Pedroso, Eulogio Florentino Sanz, Manuel Seijas Lozano o Luis Valladares y Garriga, entre d'altres.